# 大うなぎ水族館イーランド
大うなぎ水族館イーランド（おおうなぎすいぞくかんイーランド）は、徳島県海部郡海部町（現在の海陽町）奥浦にかつて存在した水族館である。

## 概要
1989年5月にオープンし、海部川の支流・母川に棲息するオオウナギをテーマにした水族館で、館内には体長2メートルものオオウナギが泳ぐ水槽、タッチングプール、成長観察コーナー、淡水魚コーナーなどがあった。しかし、入場者の減少で2005年10月31日で閉館した。
日本一のオオウナギ「うな太郎」がいたが、2003年4月に死んだ。

### 所在地等
- 〒775-0302 徳島県海部郡海陽町奥浦町内201-3

※かつての所在地について記述。

### 営業時間
- 平日 : 9:00 - 17:00
- 土日 : 9:00 - 17:00
- 祝日 : 9:00 - 17:00
- 休日 : 火曜日・水曜日・1月1日

※かつての営業時間について記述。

### 入場料金
- 一般人 - 500円
- 高校生 - 500円
- 中学生・小学生 - 300円
- 幼児 - 100円
- 20人以上の団体であれば一般400円、中学生・小学生250円、幼児50円。

※かつての入場料金について記述。